# Banvin
Abanvin, Ban a vin, Banvin était un droit féodal.
Au Moyen Âge et sous l'Ancien Régime, seul le seigneur pouvait vendre son vin, dans sa seigneurie, pendant 30 ou 40 jours après le ban des vendanges. C'était un droit qu'avait le seigneur d'empêcher qu'il ne se vendit en détail, d'autre vin que le sien pendant un certain temps, qui était d'un mois ou six semaines, suivant l'usage des lieux.
Le vin vendu devait provenir des vignes du seigneur ou des droits de banalité perçus pour son pressoir. Au même moment les cabaretiers pouvaient continuer à vendre du vin, mais seulement aux étrangers.
Les contestations étaient nombreuses avec les employés de la Ferme générale chargés de percevoir les différentes « Aides » sur le vin.

## Source
- Dictionnaire de Droit, par de Ferrière, t. 1, p. 171.